# Adam Gottlob Ferdinand Moltke
Adam Gottlob Ferdinand greve Moltke (1. januar 1748 på Bregentved – 16. august 1820 i Ringkøbing) var en dansk greve og søofficer, far til Adam Gottlob Moltke.
Han var 8. barn af statsmanden, lensgreve Adam Gottlob Moltke og født 1. januar 1748, blev sekondløjtnant i marinen 1757, sprang premierløjtnantsklassen over og forfremmedes 1760 til kaptajn, blev 1767 kommandørkaptajn, 1775 kommandør og 1781 kontreadmiral.
Blandt hans togter som ung officer kan anføres, at han 1757-58 fulgte kommandør Adam Frederik Lützow på dennes rejse til Konstantinopel. 1768 ansattes Moltke som auskultant i Admiralitetet; året efter rejste han udenlands og udnævntes til generaladjudant. 1770 gik han med schoutbynacht Kaas på togt mod Algier; fra dette hjemsendtes han med efterretninger om ekspeditionens uheldige udfald, fik to skibe under sin kommando og sejlede med dem for at forstærke eskadren i Middelhavet, hvor Kaas afløstes af Simon Hooglant. Under denne og som chef for linjeskibet Grønland foretog han derefter flere krydsture, opbragte skibe og viste sig i det hele meget virksom. Han kom tilbage 1773, foretog det påfølgende år de indledende havneopmålinger til anlægget af Ejderkanalen og blev 1775 assessor i Admiralitets- og Kommissariatskollegiet. 1777 blev han hvid ridder.
1778 og 1780 fulgte han den engelske flåde under en del af dennes krigsoperationer mod franskmændene. 1781 viste han sig ligeledes som chef for linjeskibet Prinsesse Sophie Frederikke ualmindelig driftig ved opbringelse af kapere. Ved kollegiernes adskillelse samme år overtog han stillingen som 3. deputeret i Admiralitetskollegiet. 1782-84 førte han linjeskibet Oldenborg på togt i Middelhavet, hvor han var genstand for megen opmærksomhed ved den sicilianske konges hof. Ved oversekretæren Frederik Christian Rosenkrantz' afgang 1788 erholdt han referatet af søetatens sager for kongen. Moltke var i 1784-89 medlem af mange vigtige kommissioner til ordning af marinens forhold.
1791 ægtede han Ide Bertha komtesse Raben (5. oktober 1774 på Aalholm – 13. august 1820), datter af Otto Ludvig greve Raben og Henningia f. Buchwald. 1797 fik han afsked med viceadmirals karakter og døde som kammerherre 16. august 1820. Moltke, der 1784 blev æresmedlem af Videnskabernes Selskab, omtales af Baden (Chr. VII's Reg. Aarb. S. 161) som "den brave Moltke", der i Jylland henlevede sine sidste år i en beklagelig sindssvaghed.